# Yoo Won-chul
Yoo Won-chul (koreanisch 유원철; * 20. Juli 1984 in Masan) ist ein ehemaliger südkoreanischer Turner.

## Erfolge
Yoo Won-chul gewann seine erste internationale Medaille bei der Sommer-Universiade 2005 in Izmir. Mit der Mannschaft belegte er dort den zweiten Platz und erhielt damit die Silbermedaille. Ein Jahr darauf wurde er mit der Mannschaft bei den Asienspielen 2006 in Doha Dritter. Bei den Weltmeisterschaften in Aarhus im selben Jahr erzielte er ebenso wie der Japaner Hiroyuki Tomita 15,950 Punkte und erhielt gemeinsam mit diesem die Silbermedaille hinter Yang Wei. Im Folgejahr verpasste Yoo bei den Weltmeisterschaften in Stuttgart knapp eine Podestplatzierung. Mit 15,975 Punkten belegte er den vierten Platz hinter dem Usbeken Anton Fokin, der sich mit 16,200 Punkten die Bronzemedaille sicherte. Mit der Mannschaft wurde Yoo Fünfter.
2008 folgte in Peking Yoos Olympiadebüt. Im Einzelmehrkampf kam er nicht über den 85. Platz in der Qualifikation hinaus. An den Ringen verpasste er ebenfalls das Finale, erzielte als Elfter jedoch ein wesentlich besseres Resultat. Am Barren qualifizierte er sich mit dem viertbesten Resultat von 16,150 Punkten für den Finaldurchgang, den er mit 16,250 Punkten auf dem zweiten Platz beendete. Damit gewann er vor Anton Fokin mit 16,200 Punkten und hinter dem Chinesen Li Xiaopeng, der mit 16,450 Punkten Olympiasieger wurde, die Silbermedaille. Den Mehrkampf mit der Mannschaft schloss Yoo mit 274,375 Punkten auf Rang fünf ab.
Bei den Weltmeisterschaften 2009 in London schloss Yoo den Wettkampf am Barren auf dem fünften Platz ab. In Guangzhou belegte Yoo 2010 bei den Asienspielen mit der Mannschaft wie schon im Jahr 2006 den dritten Platz. Im selben Jahr wurde er bei den Weltmeisterschaften in Rotterdam an den Ringen Fünfter. Sechs Jahre später erfolgte in Rio de Janeiro seine zweite Teilnahme Olympischen Spielen. Dabei gelang ihm in keiner Disziplin die Finalqualifikation. Am Barren belegte er Rang 45, am Reck Rang 27 und an den Ringen Rang 19. Sein bestes Resultat war der elfte Platz in der Qualifikation des Mannschaftsmehrkampfs.
Yoo ist verheiratet und hat eine Tochter.